# Fabián Nardozza
Jorge Fabián Nardozza (Ciudadela, Buenos Aires, 23 de septiembre de 1965) es un exfutbolista y director técnico argentino que actualmente no dirige.

## Trayectoria
Realizó todas las divisiones inferiores en Vélez Sársfield. Finalmente, en 1986, empezó su carrera en Deportivo Merlo siendo dirigido por Salvador Daniele, donde ascendió a la Primera B. Luego tuvo un breve paso por Deportivo Laferrere. En 1989 llegó a Deportivo Morón, pedido por su antiguo entrenador Salvador Gato Daniele, logrando un nuevo ascenso pero esta vez a la Primera B Nacional. Sin embargo, San Lorenzo de Almagro fue su siguiente club, con el cual disputó algunos partidos de la Copa Libertadores. En 1993 volvió a Deportivo Morón y en 1996 jugó para Almagro. Se retiró profesionalmente en Sarmiento de Junín en 1999.
Fue ayudante de campo de su antiguo compañero, Alberto Pascutti en Almagro, Nuevo Chicago, All Boys, Tigre y en El Porvenir. También dirigió al Club Nolting, un club social de Ciudadela, su ciudad natal.
En 2005 inició su trabajo como director técnico, siendo su primer club Atlanta, en 2006 dirigió a Sarmiento de Junín y en 2007 a El Porvenir. De 2008 a 2011 dirigió a Acassuso cumpliendo buenas temporadas. En 2011 pasó a Platense y a mediados de 2012 a Estudiantes (BA), con el que llegó a la fase final de la Copa Argentina 2013/14 eliminando a River . A mediados de 2013 volvió a la conducción técnica de Acassuso, club con el cual disputó hasta la fecha 20 del Campeonato de Primera B 2013/14 por malos resultados. En 2014 asumió como entrenador de Los Andes, logrando el ascenso a la Primera B Nacional, segunda categoría del fútbol argentino después de 4 años en la Tercera Categoría.
Después de una muy buena campaña con el equipo de Lomas de Zamora en su vuelta a la B Nacional Nardozza deja el club en diciembre, siendo el partido contra Guillermo Brown el último que disputaría como entrenador de Los Andes y siendo muy querido por la hinchada "Milrayitas". 
Dirigió a Barracas Central, equipo de la Primera B donde en su plantel se encuentra Miguel Tevez.hermano del jugador   Carlos Tévez, pero fue despedido por disposición del presidente Chiqui Tapia.

## Clubes

### Como jugador
| Club                   | País      | Año       |
| ---------------------- | --------- | --------- |
| Deportivo Merlo        | Argentina | 1986-1988 |
| Deportivo Laferrere    | Argentina | 1988-1989 |
| Deportivo Morón        | Argentina | 1989-1991 |
| San Lorenzo de Almagro | Argentina | 1991-1993 |
| Deportivo Morón        | Argentina | 1993-1996 |
| Almagro                | Argentina | 1996-1998 |
| Sarmiento              | Argentina | 1998-1999 |

### Como entrenador
Datos actualizados al último partido dirigido el 18 de agosto de 2025.
| Club                         | País      | Año           | PJ  | PG  | PE  | PP  | GF  | GC  | DG  | EF%    |
| ---------------------------- | --------- | ------------- | --- | --- | --- | --- | --- | --- | --- | ------ |
| Atlanta                      | Argentina | 2005-2006     | ?   | ?   | ?   | ?   | ?   | ?   | ?   | ?      |
| Sarmiento                    | Argentina | 2006-2007     | ?   | ?   | ?   | ?   | ?   | ?   | ?   | ?      |
| El Porvenir                  | Argentina | 2007-2008     | ?   | ?   | ?   | ?   | ?   | ?   | ?   | ?      |
| Acassuso                     | Argentina | 2008-2011     | ?   | ?   | ?   | ?   | ?   | ?   | ?   | ?      |
| Platense                     | Argentina | 2011-2012     | ?   | ?   | ?   | ?   | ?   | ?   | ?   | ?      |
| Estudiantes                  | Argentina | 2012-2013     | ?   | ?   | ?   | ?   | ?   | ?   | ?   | ?      |
| Acassuso                     | Argentina | 2013-2014     | ?   | ?   | ?   | ?   | ?   | ?   | ?   | ?      |
| Los Andes                    | Argentina | 2014-2015     | 80  | 31  | 30  | 19  | 100 | 80  | +20 | 51.25% |
| Juventud Unida Universitario | Argentina | 2016          | 6   | 0   | 4   | 2   | 4   | 8   | -4  | 22.22% |
| Deportivo Riestra            | Argentina | 2016          | 12  | 5   | 3   | 4   | 10  | 10  | 0   | 50%    |
| Barracas Central             | Argentina | 2016-2017     | 37  | 13  | 13  | 11  | 51  | 41  | +10 | 46.85% |
| Defensores de Belgrano       | Argentina | 2017-2021     | 94  | 38  | 31  | 25  | 94  | 75  | +19 | 51.42% |
| Almirante Brown              | Argentina | 2021-2022     | 50  | 21  | 18  | 11  | 59  | 54  | +5  | 54%    |
| Tristán Suárez               | Argentina | 2022-2023     | 14  | 2   | 6   | 6   | 12  | 24  | -12 | 28.57% |
| Deportivo Morón              | Argentina | 2023-2024     | 47  | 18  | 14  | 15  | 53  | 51  | +2  | 48.23% |
| Atlético Rafaela             | Argentina | 2024          | 9   | 1   | 2   | 6   | 6   | 16  | -10 | 18.52% |
| Almirante Brown              | Argentina | 2024-2025     | 8   | 1   | 4   | 3   | 7   | 11  | -4  | 29.17% |
| Defensores de Belgrano       | Argentina | 2025-presente | 3   | 1   | 1   | 1   | 3   | 3   | 0   | 44.44% |
| Total                        | Total     | Total         | 360 | 131 | 126 | 103 | 399 | 373 | +26 | 48.06% |

## Logros

### Como jugador
| Título    | Club            | País      | Año     |
| --------- | --------------- | --------- | ------- |
| Primera C | Deportivo Merlo | Argentina | 1986    |
| Primera B | Deportivo Morón | Argentina | 1989/90 |

### Como entrenador
| Título              | Club                   | País      | Año  |
| ------------------- | ---------------------- | --------- | ---- |
| Primera B (Ascenso) | Los Andes              | Argentina | 2014 |
| Primera B (Ascenso) | Defensores de Belgrano | Argentina | 2018 |